# Ваттер, Михаил
Михаил Ваттер (3 августа 1899, Рига, Российская империя — 1976, США) — американский авиаконструктор российского происхождения, ученик Н. Е. Жуковского. Работал в ряде ведущих американских авиастроительных компаний, разработал гидросамолёт Martin PBM Mariner и первый большой транспортный самолёт из нержавеющей стали RB-1 Conestoga. Участвовал в работах по созданию межконтинентальной баллистической ракеты «Титан — 2», системы противоракетной обороны США и многоразового космического корабля Space Shuttle.

## Биография

### Молодость в России
Михаил Ваттер родился в Риге, и прожил там до 1915 года, когда в ходе Первой Мировой войны к городу подошли немецкие войска. После этого Михаил переезжает в Москву и поступает в Рижский политехнический институт, находящийся там в эвакуации, а затем — в МВТУ, где находится под научным руководством Н. Е. Жуковского. Находясь в составе московской авиационной школы, Ваттер принимает участие в её работе до 1919 года, неоднократно совершает полёты на самолётах. В 1919 году перебирается в Киев, некоторое время учится там в политехническом институте.

### Эмиграция в Италию и США
В 1920 году Михаил Ваттер покидает Советскую Россию и эмигрирует в Италию, где становится студентом Туринского политехнического института. Уже в 1921 году он его оканчивает с дипломом авиационного конструктора. В этом же году, благодаря своей новой перспективной специальности, Ваттер получает американскую визу и переезжает в США, где в то время высоко ценились инженеры русской авиационной школы.
Первым местом работы в Америке Ваттера стала самолётостроительная фирма Curtiss-Wright, где Михаил проработал до 1923 года, после чего получил место ведущего конструктора компании Chance Vought. После успешной работы над O2U-1 «Корсар», Ваттер возглавляет конструкторское бюро компании.
В 1927 году Михаил Ваттер получил американское гражданство.
В 1931 году Ваттер попробовал основать собственную авиационную фирму — Warrior Engineering Corporation, однако она вскоре разоряется в ходе Великой Депрессии. Ваттер некоторое время работает в Мексике, куда его пригласило правительство для постройки рекордного самолёта MWT — 1, планировавшегося для перелёта через Атлантический океан (проект не состоялся из-за смены правительства и отмены финансирования).
В 1934 году Ваттера приглашают стать главным конструктором фирмы Uppercu — Burnelli, где он участвует в разработке транспортного самолёта UB-14B.
Следующее место работы Ваттера — компания Glenn L. Martin Company. С 1936 года конструктор занимается здесь проектированием бомбардировщиков и летающих лодок. Под его руководством создаются самолёты Martin Mars и Martin PBM Mariner.
1939 год — Ваттер переходит на работу в фирму Budd Company, занимающуюся производством вагонов, но планировавшую открыть авиастроительное отделение. Здесь Ваттер создаёт новаторский самолёт RB-1 Conestoga — первый крупный транспортный из нержавеющей стали, с опускаемой задней рампой и грузовой кабиной постоянного сечения.
После Второй Мировой войны Budd Company прекращает строительство самолётов, но Ваттер принимает решение остаться на прежнем месте работы и не искать нового. Он получил пост директора по научным исследованиям, и проработал там до 1961 года, когда вышел на пенсию и стал старшим научным сотрудником Института оборонных исследований США (позднее был избран в научный совет этого учреждения). Новой темой работы стало ракетостроение.
Михаил Ваттер умер в США в ноябре 1976 года.

## Конструкторская деятельность

### O2U-1 «Корсар»
Ближний морской и сухопутный разведчик, самолёт непосредственной поддержки войск. В 30-е годы был основным морским разведчиком в ВМФ США. Отдельные модификации имели поплавковое шасси. Самолёт был популярен в странах Латинской Америки, участвовал в боевых действиях в Китае против японских войск.

### PBM Mariner и Martin JRM Mars
Летающие лодки фирмы Glenn Martin — Mars был самым крупным серийным гидросамолётом в истории, последняя из машин ещё в 2012 году продолжала службу как противопожарная машина. Mariner — основной дальний гидросамолёт ВМФ США, произведённый в количестве 1366 штук и заменивший собой PBY Catalina.

### RB-1 «Конестога»
Новаторский транспортный самолёт, ставший первым по использованию концепции пускаемой грузовой рампы и корпуса постоянного сечения, что позволяло автомобилям заезжать и выезжать из транспортника своим ходом. Изначально ВМС и ВВС США заказали 200 и 600 самолётов соответственно, но впоследствии заказ был отменён из-за ликвидации дефицита алюминия, по причине которого самолёт планировалось делать из нержавеющей стали.

### Капот Уоттера (Ваттера)
Самолётный капот туннельного типа, в котором охлаждение каждого цилиндра происходило через самостоятельное отверстие в лобовой части. Потом же набегающий воздух и выхлопные газы покидали двигатель через особые ковши с каплевидными вырезами на цилиндрической поверхности капота. такой капот, в частности, стоял на отдельных модификациях истребителя И — 16.

### Работа в космической и ракетной сфере
Уже будучи пенсионером и работая в последние годы жизни в Институте оборонных исследований США, Михаил Ваттер занимается разработкой стартовых ракетных ускорителей для ракет среднего и большого радиуса действия, а также ракеты-носителя Титан — 2. Председательствовал в комиссии по созданию ракет класса Тайфун и мобильных ракетных установок. В середине 1960-х годов Ваттер работал в программах противоракетной обороны, военных космических станций, спутников-истребителей и пилотируемых космического корабля многоразового использования (Space Shuttle).
В общей сложности Михаилу Ваттеру принадлежит патент на 121 изобретение.
Всю свою конструкторскую деятельность Михаил Ваттер сопровождал научными статьями (около 40 штук), выступлениями в университетах и на научных конференциях. В 1930-е был техническим редактором журнала «Аэро Дайджест».